# Sho Kamogawa
Sho Kamogawa (鴨川 奨 Kamogawa Shō?, nacido el 7 de febrero de 1983 en Beppu, Oita) es un exfutbolista japonés. Jugaba de delantero y su último club fue el Hoyo Elan Oita de Japón.

## Trayectoria

### Clubes
| Club                 | País  | Año         |
| -------------------- | ----- | ----------- |
| Nagoya Grampus Eight | Japón | 2005 - 2007 |
| Fagiano Okayama      | Japón | 2008        |
| Hoyo Elan Oita       | Japón | 2009 - 2011 |